# مسابقات فرمول یک فصل ۱۹۹۲
مسابقات فرمول یک فصل ۱۹۹۲ در سال ۱۹۹۲ میلادی برگزار شد. در این مسابقات نیگل مانزل (به انگلیسی: Nigel Mansell) از تیم ویلیامز و با خودروی رنو به قهرمانی رسید وی که در آغاز مسابقه در خط ۱۴ قرار داشت، بهترین زمان خود را در دور ۸ به دست آورد و در مجموع صاحب ۱۰۸ امتیاز شد.